# Nationaldivisioun (2013/2014)
Nationaldivisioun 2013/2014 (oficjalnie znana jako BGL Ligue ze względów sponsorskich) – była 100. edycją najwyższej klasy rozgrywkowej w Luksemburgu. Brało w niej udział 14 drużyn, które w okresie od 3 sierpnia 2013 do 18 maja 2014 rozegrały 26 kolejek meczów. Sezon zakończyły baraże o miejsce w przyszłym sezonie w Nationaldivisioun. Obrońcą tytułu była drużyna Fola Esch. Mistrzostwo po raz jedenasty w historii zdobyła drużyna F91 Dudelange.

## Drużyny
| Uczestnicy poprzedniej edycji                                                                                 | Uczestnicy poprzedniej edycji | Uczestnicy poprzedniej edycji | Uczestnicy poprzedniej edycji |
| --- | ----------------------------- | ----------------------------- | ----------------------------- |
| FOL | Fola Esch                     | 1                             |                               |
| DUD | F91 Dudelange                 | 2                             |                               |
| JES | Jeunesse Esch                 | 3                             |                               |
| DIF | FC Differdange 03             | 4                             |                               |
| RMH | RM Hamm Benfica               | 5                             |                               |
| GRE | CS Grevenmacher               | 6                             |                               |
| JEC | Jeunesse Canach               | 7                             |                               |
| RAC | Racing FC                     | 8                             |                               |
| KÄE | UN Käerjéng 97                | 9                             |                               |
| WIL | FC Wiltz 71                   | 10                            |                               |
| ETZ | Etzella Ettelbruck            | 11                            |                               |
| Zwycięzca baraży o Nationaldivisioun                                                                          |                               |                               |                               |
| PRO | Progrès Niedercorn            | 12                            |                               |
| Awans z Éierepromotioun 2012/2013                                                                             |                               |                               |                               |
| SWI | Swift Hesperange              | 1                             |                               |
| RUM | US Rumelange                  | 2                             |                               |
| Oznaczenia: - kolumna pierwsza – skróty nazw drużyn, - kolumna trzecia – miejsce zajęte w poprzednim sezonie. |                               |                               |                               |

## Tabela
| Lp. | Drużyna                | M  | Z  | R  | P  | B+ | B- | +/– | Pkt | Kwalifikacja lub spadek                      |
| --- | ---------------------- | -- | -- | -- | -- | -- | -- | --- | --- | -------------------------------------------- |
| 1   | F91 Dudelange (M)      | 26 | 19 | 4  | 3  | 64 | 21 | +43 | 61  | Liga Mistrzów UEFA • II runda kwalifikacyjna |
| 2   | Fola Esch              | 26 | 18 | 5  | 3  | 53 | 19 | +34 | 59  | Liga Europy UEFA • I runda kwalifikacyjna    |
| 3   | Differdange 03 (P)     | 26 | 17 | 0  | 9  | 53 | 23 | +30 | 51  | Liga Europy UEFA • I runda kwalifikacyjna    |
| 4   | Jeunesse Esch          | 26 | 11 | 10 | 5  | 47 | 35 | +12 | 43  | Liga Europy UEFA • I runda kwalifikacyjna    |
| 5   | Progrès Niedercorn     | 26 | 11 | 9  | 6  | 33 | 26 | +7  | 42  |                                              |
| 6   | Etzella Ettelbruck     | 26 | 9  | 5  | 12 | 44 | 46 | −2  | 32  |                                              |
| 7   | UN Käerjeng 97         | 26 | 9  | 5  | 12 | 32 | 34 | −2  | 32  |                                              |
| 8   | Grevenmacher           | 26 | 8  | 8  | 10 | 27 | 34 | −7  | 32  |                                              |
| 9   | Wiltz                  | 26 | 9  | 4  | 13 | 40 | 53 | −13 | 31  |                                              |
| 10  | Jeunesse Canach        | 26 | 8  | 6  | 12 | 27 | 42 | −15 | 30  |                                              |
| 11  | Rumelange              | 26 | 6  | 10 | 10 | 25 | 36 | −11 | 28  |                                              |
| 12  | RM Hamm Benfica (B, S) | 26 | 6  | 6  | 14 | 31 | 46 | −15 | 24  | Baraże o Nationaldivisioun                   |
| 13  | Swift Hesperange (S)   | 26 | 4  | 8  | 14 | 22 | 51 | −29 | 20  | Spadek do Éierepromotioun                    |
| 14  | Racing FC (S)          | 26 | 4  | 6  | 16 | 22 | 54 | −32 | 18  | Spadek do Éierepromotioun                    |

## Wyniki
| Gospodarz \ Gość   | DIF | DUD | ETZ | FOL | GRE | JEC | JEU | KÄE | PRO | RAC | RMH | RUM | SWI | WIL |
| ------------------ | --- | --- | --- | --- | --- | --- | --- | --- | --- | --- | --- | --- | --- | --- |
| Differdange 03     |     | 0–1 | 3–0 | 1–2 | 1–0 | 2–0 | 4–0 | 3–0 | 1–2 | 3–0 | 3–0 | 1–0 | 5–0 | 2–1 |
| F91 Dudelange      | 2–1 |     | 2–0 | 3–0 | 2–0 | 1–2 | 1–1 | 1–1 | 0–2 | 5–0 | 5–0 | 3–0 | 3–1 | 2–1 |
| Etzella Ettelbruck | 1–3 | 1–4 |     | 2–3 | 1–2 | 5–0 | 1–0 | 0–3 | 1–1 | 1–4 | 2–2 | 3–0 | 2–0 | 8–3 |
| Fola Esch          | 3–0 | 1–2 | 3–0 |     | 2–1 | 1–1 | 4–1 | 2–0 | 4–0 | 1–0 | 3–0 | 1–1 | 2–0 | 2–0 |
| Grevenmacher       | 2–0 | 1–2 | 0–0 | 0–1 |     | 0–2 | 1–4 | 0–2 | 0–0 | 1–1 | 1–0 | 2–2 | 1–0 | 0–2 |
| Jeunesse Canach    | 0–1 | 4–3 | 1–3 | 0–2 | 0–2 |     | 2–2 | 0–1 | 2–0 | 2–1 | 1–3 | 1–1 | 2–0 | 1–0 |
| Jeunesse Esch      | 1–0 | 2–2 | 2–2 | 1–1 | 0–0 | 3–0 |     | 2–1 | 2–0 | 6–3 | 1–2 | 1–0 | 3–1 | 3–1 |
| UN Käerjeng 97     | 1–2 | 0–2 | 3–1 | 0–4 | 1–1 | 1–1 | 0–0 |     | 0–2 | 6–0 | 1–2 | 0–0 | 0–4 | 2–0 |
| Progrès Niedercorn | 2–4 | 0–3 | 0–0 | 1–2 | 4–0 | 3–0 | 1–0 | 1–0 |     | 1–1 | 1–1 | 4–0 | 1–1 | 1–1 |
| Racing FC          | 0–2 | 0–0 | 1–5 | 0–0 | 1–4 | 2–1 | 1–2 | 1–3 | 0–1 |     | 2–1 | 0–0 | 0–0 | 1–3 |
| RM Hamm Benfica    | 0–2 | 2–3 | 3–0 | 1–3 | 1–1 | 0–1 | 4–4 | 2–0 | 0–1 | 2–0 |     | 0–1 | 1–1 | 1–1 |
| Rumelange          | 1–0 | 0–2 | 1–2 | 1–0 | 2–3 | 1–1 | 1–1 | 0–1 | 1–1 | 0–2 | 4–2 |     | 2–0 | 1–0 |
| Swift Hesperange   | 0–7 | 0–3 | 1–0 | 0–3 | 3–3 | 2–2 | 1–1 | 0–3 | 2–2 | 2–0 | 2–0 | 1–1 |     | 0–2 |
| Wiltz              | 4–2 | 1–7 | 1–3 | 3–3 | 0–1 | 2–0 | 1–4 | 3–2 | 0–1 | 2–1 | 2–1 | 4–4 | 2–0 |     |

## Baraże o Nationaldivisioun
W barażach o Nationaldivisioun zagrały 12. zespół ligi – RM Hamm Benfica – i 3. zespół Éierepromotioun – US Mondorf-les-Bains. Po dogrywce miał miejsce bezbramkowy remis, doszło więc do rzutów karnych, w których 5:4 zwyciężył US Mondorf-les-Bains.
| 24 maja 2014 | RM Hamm Benfica | 0:0 po dogrywce k. 4:5(0:0, 0:0, 0:0)Raport                                                                             | US Mondorf-les-Bains | Stade Alphonse Theis, Hesperange Widzów: 1748 Sędzia: Alain Durieux |
| |                 | |                      |                                                                     |
| |                 | Rzuty karne |                      |                                                                     |
| René Peters · François Thior · David Veiga · Rafael Soares · André Bastos Silva · Igor Stojadinovic · Emmanuel Lapierre |                 | Anthony Medri · Almin Babacic · Anel Pjanić · Yacine Ettabet · Suleimane Baio · Christophe Natanelic · Yamukile Mutuale |                      |                                                                     |

## Najlepsi strzelcy
| Bramki | Strzelcy             | Drużyna           |
| ------ | -------------------- | ----------------- |
| 22     | Sanel Ibrahimović    | Jeunesse Esch     |
| 21     | Julien Jahier        | F91 Dudelange     |
| 15     | Edis Osmanović       | FC Wiltz 71       |
| 13     | Omar Er Rafik        | FC Differdange 03 |
| 12     | Samir Hadji          | Fola Esch         |
| 12     | Stefano Bensi        | Fola Esch         |
| 12     | Julien Hornuss       | Fola Esch         |
| 11     | Bertino Cabral       | US Rumelange      |
| 11     | Gauthier Caron       | FC Differdange 03 |
| 10     | Kevin Cossalter      | FC Wiltz 71       |
| 10     | Aleksandr Karapetjan | CS Grevenmacher   |

Źródło: